# Lonsdale Car Company
Lonsdale Car Company ist eine ehemalige Automarke, die kurzzeitig australische Mitsubishi-Modelle im Vereinigten Königreich vertrieb.

## Geschichte
Gegründet wurde die Marke Lonsdale von dem Unternehmen Colt Car Company, dem Mitsubishi-Importeur für die britischen Inseln. Sie diente dem Zweck, die in den frühen 1980er-Jahren bestehenden Importbeschränkungen für japanische Autos in Großbritannien zu umgehen. Unter dem Markennamen Lonsdale sollten in Japan konstruierte Fahrzeuge, die in Australien in Lizenz gefertigt wurden, als australische Autos auf den britischen Markt gebracht werden.
Hersteller der Autos war das Unternehmen Mitsubishi Motors Australia, das in den späten 1970er-Jahren aus der australischen Chrysler-Niederlassung hervorgegangen war. Bereits seit 1971 hatte Chrysler in seinem Werk in der Ortschaft Lonsdale Mitsubishi-Modelle gefertigt, die auf dem australischen Markt als Chrysler verkauft wurden. Nach der Übernahme des Werks durch Mitsubishi wurden dort vor allem die großen Limousinen und Kombis der Baureihe Mitsubishi Sigma hergestellt. Die Autos waren technisch mit den japanischen Modellen weitgehend identisch.
Diese Modelle wurden ab 1982 unter der neu gegründeten Marke Lonsdale in Großbritannien vertrieben. Die Colt Car Company positionierte Lonsdale als preiswerten Konkurrenten zur 240-Baureihe von Volvo. Lonsdale war am Markt nicht erfolgreich. In neun Monaten wurden nur etwa 800 Fahrzeuge verkauft. Im Frühjahr 1983 stellte die Colt Car Company die Marke Lonsdale wieder ein.

## Modelle

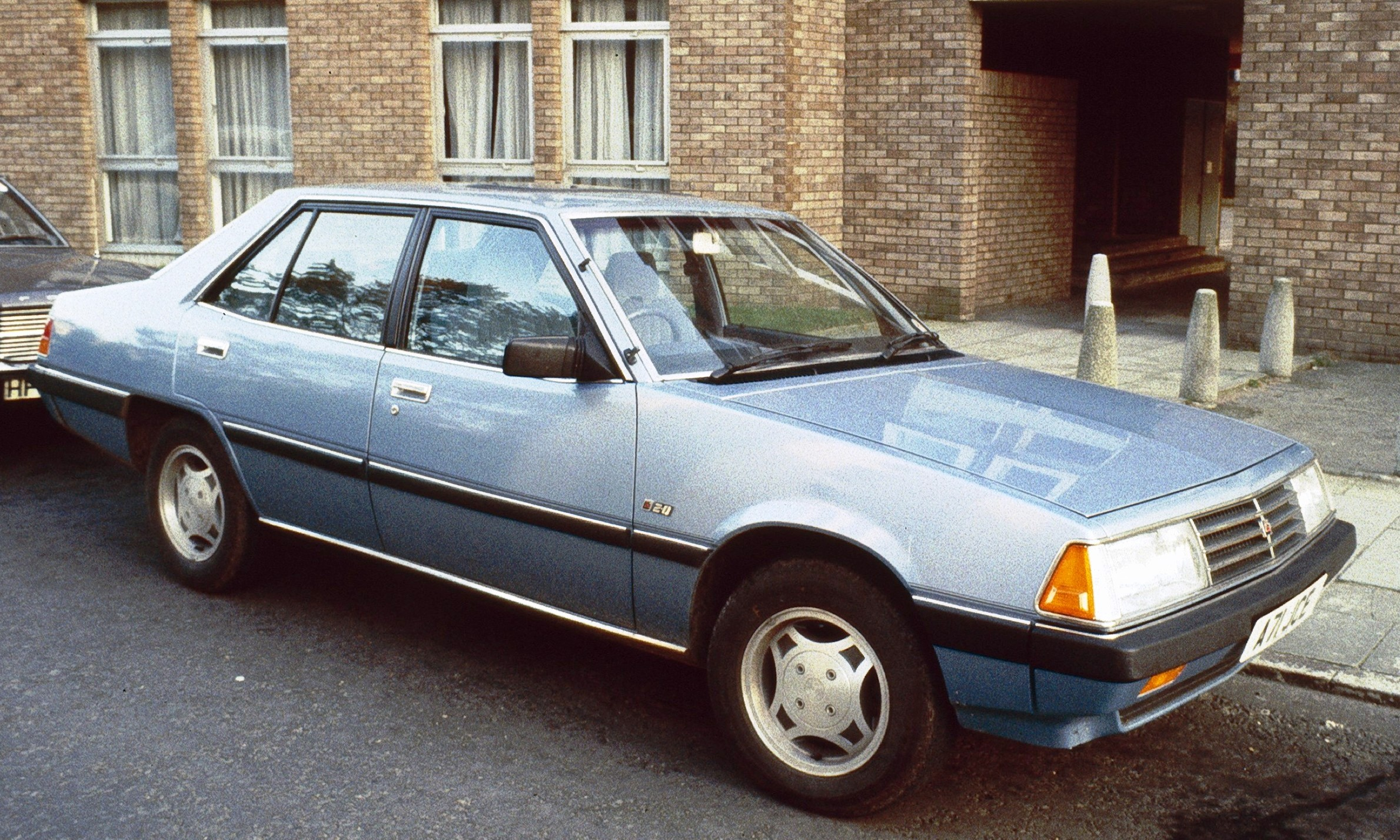
Lonsdale Saloon (1982)

Die Lonsdale-Modelle entsprachen dem australischen Mitsubishi Sigma der Generation GJ. Sie entsprachen stilistisch und technisch dem japanischen Mitsubishi Sigma, die in Deutschland unter der Bezeichnung Mitsubishi Galant vertrieben wurden. Als Antrieb diente wahlweise ein Vierzylinder mit 1,6 Litern Hubraum und einer Leistung von 81 PS, ein 2,0 Liter großer Reihenvierzylindermotor, der 95 PS (70 kW) und 152 Nm leistete, oder ein 2,6 Liter großer Vierzylinder mit einer Höchstleistung von 103 PS (76 kW) und einem maximalen Drehmoment von 192 Nm. Das letztgenannte Triebwerk gilt als eines der hubraumstärksten Vierzylindermotoren der Nachkriegszeit.
Lonsdale bot eine viertürige Stufenhecklimousine mit der Modellbezeichnung „Saloon“ und einen fünftürigen Kombi („Estate“) an. Der Kaufpreis betrug 1982 in der Basisversion 7.499 £.